# 盔線翼鯰
盔線翼鯰為輻鰭魚綱鯰形目海鯰科的其中一種，分布於西太平洋區的新幾內亞南部及澳洲北部半鹹水水域及海域，體長可達39.5公分，棲息在沿海、河口區，屬肉食性，以甲殼類、魚類、昆蟲等為食。

## 擴展閱讀
維基物種上的相關：盔線翼鯰